# Endothelin-konvertierendes Enzym
Das Endothelin-Converting Enzyme (ECE) ist ein in zahlreichen Geweben von Säugetieren (einschließlich des Menschen) verbreitet vorkommendes Enzym. Endotheline werden aus ihren biologisch inaktiven Vorstufen, den Präpro-Endothelinen, durch proteolytische Umsetzung gebildet. Der geschwindigkeitsbestimmende Schritt der Endothelinbildung – die enzymatische Hydrolyse des intermediären big-Endothelins zum Endothelin – wird durch das Endothelin-Converting Enzyme (Endothelin-Konversionsenzym) katalysiert.
Das Endothelin-Converting Enzyme ist eine Typ-II-Protease, die zur Neprilysin-Familie der Zink-Metallopeptidasen gehört. Vom Endothelin-Converting Enzyme existieren verschiedene Isoformen. Aktuell wird die Bedeutung des Endothelin-Converting Enzymes im Rahmen der Karzinogenese verschiedener Krebsarten (insbesondere in der gynäkologischen Onkologie und bei Brustkrebs) sowie bei der Pathophysiologie der Alzheimer-Krankheit diskutiert.